# Cinematix
| Recensione | Giudizio |
| ---------- | -------- |
| AllMusic   | [ 1 ]    |

Cinematix è un CD di Robby Krieger, pubblicato dall'etichetta discografica Oglio Records nell'ottobre del 2000.

## Tracce
1. Snake Oil – 4:40 (Tony Newton)
2. Idolatry – 4:53 (Robby Krieger, Arthur Barrow)
3. Skip – 4:12 (Robby Krieger)
4. Missionary Jam – 10:23 (Robby Krieger, John Avila, Johnny Hernandez)
5. Psychadelicate – 7:56 (Robby Krieger, Jeff Richman)
6. Haunted Spouse – 3:42 (Robby Krieger)
7. Red Alert – 6:42 (Tony Newton)
8. Brandino – 5:05 (Robby Krieger, Kevin Brandon)
9. Out of the Mood – 7:57 (Robby Krieger)
10. War Toad (Peace Frog Remix) – 6:31 (Jim Morrison, Robby Krieger)

## Musicisti
Snake Oil
- Robby Krieger - chitarra
- Dale Alexander - tastiere
- Tony Newton - basso
- Bruce Gary - batteria

Idolatry
- Robby Krieger - chitarra
- Gary Meek - sassofono
- Arthur Barrow - basso, organo
- Richie Hayward - batteria

Skip
- Robby Krieger - chitarra
- Tony Newton - basso
- Bruce Gary - batteria

Missionary Jam
- Robby Krieger - chitarra
- John Avila - basso
- Johnny Hernandez - batteria

Psychadelicate
- Robby Krieger - chitarra, chitarra solo
- Jeff Richman - chitarra solista
- T. Lavitz - tastiere
- Edgar Winter - sassofono
- Alphonso Johnson - basso
- Billy Cobham - batteria

Haunted Spouse
- Robby Krieger - chitarra, sintetizzatore

Red Alert
- Robby Krieger - chitarra
- Tony Newton - basso
- Bruce Gary - batteria

Brandino
- Robby Krieger - chitarra
- Kevin Brandon - sintetizzatore, basso, batteria

Out of the Mood
- Robby Krieger - chitarra
- Tony Newton - basso
- Bruce Gary - batteria

War Toad (Peace Frog Remix)
- Robbie Amar - turntable
- Kevin Brandon - basso aggiunto

Note aggiuntive
- Robby Krieger - produttore
- Registrato al Gyro Gearloose Studios (eccetto i brani: Idolatry, Missionary Jam, Psychadelicate, Brandino e War Toad (Peace Frog Remix))
- Marco Moir - ingegnere delle registrazioni
- Brano Idolatry registrato al Lo-Tech Studio
- Arthur Barrow - ingegnere del suono (Lo-Tech Studio), co-produttore, ingegnere del mixaggio
- Brano Missionary Jam, registrato al Brando's Paradise
- John Avila - ingegnere del suono (Brando's Paradise), co-produttore, ingegnere del mixaggio
- Brano Psychadelicate, registrato al The Complex
- Jeff Richman co-produttore (brano: Psychadelicate)
- Chad Blinman - ingegnere del suono (The Complex)
- Scott Campbell - secondo ingegnere del suono (The Complex)
- Kevin Brandon - co-produttore (brano: Brandino)
- Scott Gordon - co-produttore (brano: War Toad (Peace Frog Remix))
- Tutti i brani masterizzati da Chris Bellman al Bernie Grundman Mastering
- Darwin Foye e Graham Moore - art direction e design album (al 5th Density)
- Robert John - fotografie
- Robby Krieger - grafica testi
- Ringraziamenti speciali a: Danny Sugerman, Jerry Swartz, Jeff Albright, TJ e Art Dansker[3]